# Huxhardt
Huxhardt ist ein Wohnplatz in der Gemeinde Schalksmühle im Märkischen Kreis im Regierungsbezirk Arnsberg in Nordrhein-Westfalen (Deutschland).

## Lage und Beschreibung
Der Ortsteil liegt am Nordhang des Glörtals an der Stadtgrenze zu Breckerfeld. Der Ort ist über eine Verbindungsstraße zwischen Im Dahl und mehreren Breckerfelder Außenorten angebunden. 
Weitere Nachbarorte auf dem Schalksmühler Gemeindegebiet sind Dahlerbrück, Schlüchtern, Glör, Haselnbruch, Twieströmen, Ölken, Am Hagen, Ober-, Mittel- und Niederreeswinkel, sowie auf Breckerfelder Stadtgebiet Hüsmecke, Wahnscheid, Berghausen, Bühren, Oberbühren, Sommerhagen und Stöcken.

## Geschichte
Huxhardt gehörte bis zum 19. Jahrhundert der Bauerschaft Bühren des Kirchspiels Breckerfeld an. Ab 1816 war der Ort Teil des Landkirchspiels Breckerfeld in der Bürgermeisterei Breckerfeld im Landkreis Hagen, 1818 lebten 14 Einwohner im Ort. Der laut der Ortschafts- und Entfernungs-Tabelle des Regierungs-Bezirks Arnsberg als Hof kategorisierte und Huxhaard genannte Ort besaß 1839 zwei Wohnhäuser und ein landwirtschaftliches Gebäude. Zu dieser lebten 24 Einwohner im Ort, davon 20 evangelischen und vier katholischen Bekenntnisses.
Der Ort ist auf der Preußischen Uraufnahme von 1840 als Huxhaard verzeichnet. Ab der Preußischen Neuaufnahme von 1892 ist der Ort auf Messtischblättern der TK25 als Huxhard und ab der Ausgabe 1963 als Huxhardt verzeichnet.
Die Gemeinde- und Gutbezirksstatistik der Provinz Westfalen führt 1871 den Ort als Hof mit zwei Wohnhäusern und zehn Einwohnern auf. Das Gemeindelexikon für die Provinz Westfalen gibt 1885 für Huxhard eine Zahl von zwölf Einwohnern an, die in zwei Wohnhäusern lebten. 1895 besitzt der Ort zwei Wohnhäuser mit 14 Einwohnern.
Die Landgemeinde Breckerfeld mit Huxhardt wurde 1899 mit der Stadtgemeinde Breckerfeld zu der erweiterten Stadt Breckerfeld vereinigt. 1905 werden zwei Wohnhäuser und 15 Einwohner angegeben.
Am 1. Januar 1970 wurde im Rahmen der kommunalen Neugliederung in Nordrhein-Westfalen aufgrund des Gesetzes zur Neugliederung des Ennepe-Ruhr-Kreises ein größerer Ortsbereich bei Im Dahl von Breckerfeld abgespalten und in Schalksmühle eingemeindet. Seitdem gehört Huxhardt politisch zu Schalksmühle, das 1975 auf Grund des Sauerland/Paderborn-Gesetzes Teil des neu geschaffenen Märkischen Kreises wurde.